# Хриси Акти
Хриси Акти (грч. Χρυσή Ακτή) је приморско насељено место у општини Аристотел у периферији Средишња Македонија, Грчка. Према попису из 2021. године било је 33 становника.
Хриси Акти се воде као посебно насеље од 1982. године.